# Heterodèrids
Els heterodèrids (Heteroderidae) són una família de nematodes de l'ordre Tylenchida. El seu nom prové del grec heteros, altra i deras, pell. Això fa referència a les diferents classes de 'pells' de la femella i el cist.